# Моніка Соцько
Моніка Соцько (пол. Monika Soćko, нар. 24 березня 1978, Варшава) — польська шахістка, гросмейстер (2008). 

Восьмиразова чемпіонка Польщі серед жінок (1995, 2004, 2008, 2010, 2013, 2014, 2016, 2017).
Її рейтинг станом на березень 2020 року — 2424 (43-тє місце у світі, 1-ше — серед шахісток Польщі).

## Кар'єра
2008 року здобула звання гросмейстера й на сьогодні залишається єдиною польською шахісткою, яка змогла це зробити.
2007 року виграла міжнародний жіночий турнір в Баку, випередивши чемпіонку світу серед жінок Антуанету Стефанову. Стала переможницею 2009 Arctic Chess Challenge в Тромсе, попри те що серед учасників перед початком турніру займала лише 16 місце за рейтингом, а її чоловік, який мав вищий рейтинг, закінчив турнір на 13-му місці. У березні 2010 здобула бронзову медаль на європейському чемпіонаті серед жінок після перемоги над Оленою Дембо та Марі Себаг на тай-брейках.
В 2011 році виграла срібло у складі польської жіночої команди на Командному чемпіонаті Європи з шахів.

## Оскарження результату партії
На Чемпіонаті світу серед жінок 2008 вона зіграла гру, яка призвела до суперечки щодо тлумачення правил шахів ФІДЕ. Їй потрібно було виграти партію армагеддон, щоб перейти до наступного раунду. Склалась така ситуація, що обидві шахістки мали лише по королю і коню. В цьому разі поставити мат можна, але до нього не можна змусити. У її суперниці закінчився час. Арбітр спочатку ухвалив нічию, тому її суперниця потрапила до наступного раунду. Соцко подала апеляцію, зазначивши, що в правилах не сказано, що мат обов'язково повинен бути форсованим, а швидше теоретично можливим. Арбітр розглянув позицію кооперативного мату, коли суперник сам повинен робити все можливе, щоб отримати мат. Соцко виграла апеляцію й вийшла до наступного кола.

## Приватне життя
Вона перебуває у шлюбі з польським гросмейстером Бартошем Соцко.

## Зміни рейтингу
| На цьому місці має відображатися графік чи діаграма, однак з технічних причин його відображення наразі вимкнено. Будь ласка, не видаляйте код, який викликає це повідомлення. Розробники вже працюють для того, щоби відновити штатне функціонування цього графіка або діаграми. | |
| | На цьому місці має відображатися графік чи діаграма, однак з технічних причин його відображення наразі вимкнено. Будь ласка, не видаляйте код, який викликає це повідомлення. Розробники вже працюють для того, щоби відновити штатне функціонування цього графіка або діаграми. |